# Schefflera maduraiensis
Schefflera maduraiensis là một loài thực vật có hoa trong Họ Cuồng cuồng. Loài này được K.Ravik. & V.Lakshm. miêu tả khoa học đầu tiên năm 1999.